# Yamangalea
Yamangalea es un género de arañas araneomorfas de la familia Salticidae. Se encuentra en Papúa Nueva Guinea y Queensland.   

## Lista de especies
Según The World Spider Catalog 12.5:
- Yamangalea frewana Maddison, 2009
- Yamangalea lubinae Zabka, 2012